# Andillac
Andillac – miejscowość i gmina we Francji, w regionie Oksytania, w departamencie Tarn.
Według danych na rok 1990 gminę zamieszkiwały 103 osoby, a gęstość zaludnienia wynosiła 19 osób/km² (wśród 3020 gmin regionu Midi-Pyrénées Andillac plasuje się na 960. miejscu pod względem liczby ludności, natomiast pod względem powierzchni na miejscu 1455.).